# Beijing Jeep
Beijing Jeep Corporation Ltd. – spółka typu joint venture z siedzibą w Pekinie, działająca w latach 1984–2005. Przedsiębiorstwo zajmowało się produkcją samochodów sportowo-użytkowych oraz terenowych, zarówno bliźniaczych modeli marki Jeep, jak i konstrukcji rodzimej. 

## Historia
Spółka została założona w 1984 roku przez przedsiębiorstwa American Motors Corporation oraz BAIC.
Było to pierwsze chińskie przedsiębiorstwo motoryzacyjne założone z udziałem kapitału zagranicznego. W 1987 American Motors Corporation, a wraz z nim udziały w spółce Beijing Jeep, zostały nabyte przez przedsiębiorstwo Chrysler, które w 1997 roku weszło w skład koncernu DaimlerChrysler AG. W 2005 roku dokonano reorganizacji spółki, jej nazwę zmieniono na Beijing Benz-DaimlerChrysler Automotive Co., Ltd., a głównym produktem stały się limuzyny marki Mercedes-Benz. Dwa lata później koncern DaimlerChrysler rozpadł się, a przedsiębiorstwo znalazło się w rękach spółki Daimler AG, wkrótce zmieniając nazwę na Beijing Benz Automotive Co. Ltd. i ostatecznie zaprzestając produkcji samochodów terenowych.